# Чёртова церковь
Чёртова церковь — двухэтажное здание административно-коммерческого назначения, построенное в 1898 году по проекту архитектора Эдуарда Диппеля для компании «Виипурин аннискелу». Расположенный в историческом центре города Выборга на углу Прогонной и Краснофлотской улиц дом в стиле северный модерн включён в перечень памятников архитектуры.

## История
К концу XIX века в соответствии с генеральным планом, разработанным в 1861 году выборгским губернским землемером Б. О. Нюмальмом, после сноса устаревших укреплений Каменного города и Рогатой крепости в Выборге были сформированы площади, отводившиеся для торговли: Рыночная и Красного Колодца. Открытые в районе этих площадей предприятия общественного питания и питейные заведения предназначались в первую очередь для нужд многочисленных мелких торговцев, свозивших в город товары для продажи, а также работников сферы транспорта.
По заказу фирмы фин. Viipurin Anniskeluyhtiö («Выборгская ликёро-водочная компания») архитектором Эдуардом Диппелем в 1898 году неподалёку от Рыночной площади была возведена одна из первых построек, открывших эпоху модерна в Выборге — небольшой угловой дом с башенкой и тремя щипцами, украшенными растительным декором, напоминающим лепестки ромашки. Помещения первого этажа с достаточно скромным убранством предназначались под недорогой ресторан для трудящихся. По внутренней лестнице, опирающейся на колонны, завершение которых украшено лиственным орнаментом, посетители попадают в большой зал на втором этаже.
В отличие от безалкогольного ресторана общества трезвости на площади Красного Колодца, проработавшего недолго, заведение с широким выбором крепких спиртных напитков вблизи от Рыночной площади пользовалось устойчивой популярностью. И приметный дом с недоброй репутацией, привлекающий внимание благодаря гранитной отделке окон со своеобразным переплётом в форме латинского креста, вошёл в городской фольклор, получив прозвище «Чёртова церковь» (фин. Pirun kirkko). С 1919 года, когда в Финляндии вступил в силу Сухой закон, часть помещений «Чёртовой церкви» (до 1940 года) занимал штаб «Лотта Свярд» — женской военизированной организации шюцкора, а торговля спиртным в период действия закона (до 1932 года) осуществлялась подпольно.
После перехода Выборга в состав СССР в результате советско-финских войн (1939-1944) в доме размещаются клубные учреждения. С 1959 его занимал клуб моряков Выборгского порта с баром, кинотеатром, интерклубом и популярными дискотеками. После приватизации 1990-х годов здание клуба «Балтика» перешло в систему муниципальных учреждений культуры.